# Santuario di San Gennaro alla Solfatara
Il santuario di San Gennaro alla Solfatara è uno dei più importanti edifici di culto della zona flegrea. La struttura, anche se sorge sul territorio di Pozzuoli, appartiene da secoli alle proprietà della città di Napoli.

## Storia
Fu fortemente voluto dai napoletani affinché sostituisse la precedente chiesetta, risalente all'VIII secolo. La sua costruzione iniziò nel 1574 e si concluse nel 1580. Esso sorse sul luogo preciso dove san Gennaro e i suoi sei compagni furono decapitati per il martirio.
Il primo restauro della struttura risale al 1701 e fu concluso nel 1708, quando venne riconsacrata dal vescovo di Pozzuoli Michele Petirro.
Nella notte tra il 21 e il 22 febbraio del 1860 la chiesa subì gravissimi danni a causa di un incendio; fu tempestivamente restaurata su progetto dell'architetto Ignazio Rispoli e fu completata appena dopo il colera del 1866 anche con il contributo dei puteolani. Subì altri interventi di restauro e abbellimento nel 1877 invece 
Fu trovato un cunicolo che collegava la chiesa con il monastero dove all' interno erano presenti letti si presume per i peccatori. 
Intorno al 1926 la chiesa fu ulteriormente abbellita, soprattutto grazie a vari dipinti.
L'11 febbraio 1945 fu elevata a parrocchia dal vescovo Alfonso Castaldo e dedicata anche ai martiri Festo e Desiderio.

## Struttura
La facciata si presenta semplice e con un profondo pronao e due belle colonne tuscaniche. Sulle pareti dello stesso ci sono alcune lapidi che ricordano: quella a destra entrando, la visita fatta alla chiesa nel 1697 dall'arcivescovo di Napoli, cardinale Giacomo Cantelmo, quella a sinistra i restauri eseguiti nel 1701, quella a destra di chi guarda la porta di ingresso, l'edificazione della chiesa nel 1580. Quelle a sinistra: la superiore la elevazione a chiesa parrocchiale nel 1945 e la inferiore la sua costruzione nel 1580, a spese del municipio di Napoli.
Sul portale in piperno si trova un delicato bassorilievo seicentesco in marmo, raffigurante il volto di Gesù.
L'interno è ad una navata, coperta da una volta a botte unghiata e con cappelle laterali. Un arco trionfale la divide dal presbiterio, coperto da una pseudo cupola affrescata, insieme ai pennacchi e alla volta, nel 1926 da L. Tammaro. Le cappelle sono intercalato da lesene, sormontate da capitelli ionici. Sul pronao trova posto il coro dei frati.
Tra le opere più pregevoli conservate nella chiesa si ricorda un altarino sovrastato da un bassorilievo raffigurante il martirio di san Gennaro, opera del 1695 del celebre artista Lorenzo Vaccaro. Altra opera raffigurante il martirio del santo è il quadro posto sull'altare maggiore, di Pietro Gaudioso (1678 circa).

## La pietra e il busto
Nella cappella destra della navata si venera la pietra sulla quale, secondo la tradizione, è stato decapitato il santo, la quale attira numerosi fedeli da ogni dove e in qualsiasi periodo dell'anno, poiché nei giorni che precedono l'anniversario della sua decapitazione le presunte tracce di sangue appartenenti al santo assumono ogni giorno di più un colore rosso rubino, mentre durante tutto il resto dell'anno la pietra è nera. Secondo gli studi condotti negli anni Settanta dal professor Ennio Moscarella, uno dei maggiori studiosi di san Gennaro e del suo culto, pubblicati nel libro La Pietra di s. Gennaro alla Solfatara di Pozzuoli, il reperto conservato a Pozzuoli non è la pietra sulla quale sarebbe stato decapitato il santo, ma il frammento di un altare paleocristiano del VI secolo, vale a dire un reperto di marmo la cui datazione risale a circa duecento anni dopo il martirio. Inoltre questo frammento sarebbe ricoperto da uno strato di cera, sgocciolata da candele, che luccicherebbe per un effetto termico causato dalla presenza dei devoti: si tratterebbe quindi di una illusione ottica.
Nella stessa cappella è presente anche un busto di San Gennaro al quale si attribuiscono diversi eventi prodigiosi. Esso è opera di un artista ignoto ed è risalente al XII secolo circa. La scultura si mostra al pubblico in un'apposita nicchia ricavata nel muro, che in origine era un elemento architettonico pagano, ovvero una cappella per la statua di un lare.
Il prodigio più conosciuto avvenne nel 1656 durante il periodo della peste a Pozzuoli in cui morì gran parte della popolazione. Nella speranza che facesse il miracolo e ponesse fine alla pestilenza fu deciso di portare in processione, dalla solfatara all'anfiteatro Flavio, la statua di San Gennaro. Avvenne che, sin dall'inizio della processione, sul collo del Santo apparve una macchia giallastra abbastanza evidente, che, strada facendo,si ingrandì sempre di più fino a che, arrivati all'anfiteatro, diventò grande come una pesca, assumendo la forma del bubbone pestilenziale. Ad un tratto, si squarciò emanando nell'aria un odore di bruciato, lasciando sul collo della statua soltanto quella macchia giallastra, apparsa sin dall'inizio della processione, che è visibile ancora oggi. San Gennaro aveva preso su di sé la peste ed aveva liberato la popolazione di Pozzuoli da quella terribile pestilenza.
Al busto di San Gennaro è legata anche la leggenda che narra un atto vandalico subìto dalla stessa al tempo dei corsari saraceni. Questi, con un colpo di scimitarra, ne tagliarono il naso. I fedeli più volte ordinarono a vari scultori un nuovo naso ma nessuno di quelli proposti riuscì ad attaccarsi al viso mutilo. Intanto numerosi pescatori si trovarono più volte nelle reti un pezzo di marmo dalla forma strana che, scambiato per un semplice sasso veniva rigettato in mare. Fu uno di questi pescatori a riconoscere in quella pietra la forma di un naso e la portò in chiesa dove, secondo la leggenda, il sasso volò dalle mani del pescatore per tornare al suo posto originale, tra gli occhi e la bocca della statua.